# Sougy-sur-Loire
Sougy-sur-Loire è un comune francese di 616 abitanti situato nel dipartimento della Nièvre nella regione della Borgogna-Franca Contea.

## Società

### Evoluzione demografica
Abitanti censiti